# Jørgen Rantzau
Jørgen Rantzau (* um 1652; † 10. März 1713 in Lübeck) war ein dänischer General.

## Herkunft
Jørgen Rantzau stammt aus dem Adelsgeschlecht Rantzau. Seine Eltern waren Frantz Rantzau (1620–1676) und dessen Ehefrau Lisbet Rosenkrantz (1631–1657).

## Leben
Er kämpfte in mehreren Kriegen unter John Churchill, 1. Duke of Marlborough. Er nahm bereits im Jahre 1691 während des Pfälzischen Erbfolgekriegs unter Marlborough teil. Im Jahr 1701 wurde er zum Oberst und im Jahr 1705 zum Generalmajor ernannt. In der Schlacht von Höchstädt (englisch Battle of Blenheim) kommandierte er das 4. Jütländer Dragonerregiment. In der Schlacht bei Oudenaarde am 11. Juli 1708, während des Spanischen Erbfolgekrieges kommandierte er die Kavallerie unter William Cadogan und spielte eine wichtige Rolle in der Anfangsphase der Schlacht. Sein Bruder Johann von Rantzau und sein Neffe Christian von Rantzau begleiteten ihn dabei.
Im Jahre 1709 unternahm Dänemark im Großen Nordischen Krieg einen weiteren Versuch Schweden Schonen zu entreißen. Rantzau kehrte nach Hause zurück und nahm an der Invasion von Schonen unter Christian Detlev von Reventlow teil. Anfang des Jahres marschierten die Schweden gegen Helsingborg. Die Stadt galt nach Meinung des schwedischen Befehlshabers Magnus Stenbock als Schlüssel zu Schonen und so marschierte das Heer südwärts, um die dänischen Versorgungslinien abzuschneiden. Dies versuchte Reventlow zu verhindern und trat den Schweden entgegen.
Zu Beginn der Schlacht wurde Reventlow plötzlich krank und übergab den Befehl an Jørgen Rantzau. Rantzau beteiligte sich persönlich an den Kämpfen seines Ostflügels und vernachlässigte damit seine Leitungsfunktion. Außerdem wurde er durch einen Lungenschuss schwer verwundet. Die Schlacht war eine schwere Niederlage für Dänemark, für die Rantzau verantwortlich gemacht wurde.
Von Juli bis November 1712 belagerten dänische Truppen unter Rantzau erfolglos Wismar und zogen sich am 7. November nach Holstein zurück.
Rantzau starb wenig später in Lübeck.

## Familie
Er heiratete Marsille Gabel (1665–1733). Das Paar hatte mehrere Kinder:
- Christian († 1704)
- Charlotte Amalie (* 12. Januar 1692; † 22. September 1769) ⚭ 1709 Christian zu Rantzau (* 6. Dezember 1683; † 8. Dezember 1729) auf Rastorf